# Rosa taronensis
Rosa taronensis är en rosväxtart som beskrevs av Tse Tsun Yu. Rosa taronensis ingår i släktet rosor, och familjen rosväxter. Inga underarter finns listade i Catalogue of Life.